# Temporada da NFL de 1992
A Temporada de 1992 da NFL foi a 73ª temporada regular da National Football League.
Devido aos danos causados pelo furacão Andrew, o jogo entre o New England Patriots e o Miami Dolphins marcado para 6 de setembro no Joe Robbie Stadium foi remarcado para 18 de outubro. Os dois times ficaram com aquela semana de folga.
A temporada terminou no Super Bowl XXVII quando o Dallas Cowboys derrotou o Buffalo Bills.

## Mudanças nas regras
- O replay instantâneo que estava sendo usado desde a temporada de 1986 foi retirado. Esse recurso só voltaria na temporada de 1999.[1]
- Para reduzir contusões, qualquer jogador que estiver alinhado no backfield antes do snap não pode bloquear um jogador que já está sendo bloqueado acima da cintura por outro jogador.

## Classificação
V = Vitórias, D = Derrotas, E = Empates, PCT = porcentagem de vitórias, PF= Pontos feitos, PS = Pontos sofridos
Classificados para os playoff estão marcados em verde
| AFC East                |    |    |   |      |     |     |
| Time                    | V  | D  | E | PCT  | PF  | PS  |
| (2) Miami Dolphins      | 11 | 5  | 0 | .688 | 340 | 281 |
| (4) Buffalo Bills       | 11 | 5  | 0 | .688 | 381 | 283 |
| Indianapolis Colts      | 9  | 7  | 0 | .563 | 216 | 302 |
| New York Jets           | 4  | 12 | 0 | .250 | 220 | 315 |
| New England Patriots    | 2  | 14 | 0 | .125 | 205 | 363 |
| AFC Central             |    |    |   |      |     |     |
| Time                    | V  | D  | E | PCT  | PF  | PS  |
| (1) Pittsburgh Steelers | 11 | 5  | 0 | .688 | 299 | 225 |
| (5) Houston Oilers      | 10 | 6  | 0 | .625 | 352 | 258 |
| Cleveland Browns        | 7  | 9  | 0 | .438 | 272 | 275 |
| Cincinnati Bengals      | 5  | 11 | 0 | .313 | 274 | 364 |
| AFC West                |    |    |   |      |     |     |
| Time                    | V  | D  | E | PCT  | PF  | PS  |
| (3) San Diego Chargers  | 11 | 5  | 0 | .688 | 335 | 241 |
| (6) Kansas City Chiefs  | 10 | 6  | 0 | .625 | 348 | 282 |
| Denver Broncos          | 8  | 8  | 0 | .500 | 262 | 329 |
| Los Angeles Raiders     | 7  | 9  | 0 | .438 | 249 | 281 |
| Seattle Seahawks        | 2  | 14 | 0 | .125 | 140 | 312 |

| NFC East                |    |    |   |      |     |     |
| Time                    | V  | D  | E | PCT  | PF  | PS  |
| (2) Dallas Cowboys      | 13 | 3  | 0 | .813 | 409 | 243 |
| (5) Philadelphia Eagles | 11 | 5  | 0 | .688 | 354 | 245 |
| (6) Washington Redskins | 9  | 7  | 0 | .563 | 300 | 255 |
| New York Giants         | 6  | 10 | 0 | .375 | 306 | 367 |
| Phoenix Cardinals       | 4  | 12 | 0 | .250 | 243 | 332 |
| NFC Central             |    |    |   |      |     |     |
| Time                    | V  | D  | E | PCT  | PF  | PS  |
| (3) Minnesota Vikings   | 11 | 5  | 0 | .688 | 374 | 249 |
| Green Bay Packers       | 9  | 7  | 0 | .563 | 276 | 296 |
| Tampa Bay Buccaneers    | 5  | 11 | 0 | .313 | 267 | 365 |
| Chicago Bears           | 5  | 11 | 0 | .313 | 295 | 361 |
| Detroit Lions           | 5  | 11 | 0 | .313 | 273 | 332 |
| NFC West                |    |    |   |      |     |     |
| Time                    | V  | D  | E | PCT  | PF  | PS  |
| (1) San Francisco 49ers | 14 | 2  | 0 | .875 | 431 | 236 |
| (4) New Orleans Saints  | 12 | 4  | 0 | .750 | 330 | 202 |
| Atlanta Falcons         | 6  | 10 | 0 | .375 | 327 | 414 |
| Los Angeles Rams        | 6  | 10 | 0 | .375 | 313 | 383 |

### Desempate
- Pittsburgh foi o melhor time da AFC e Miami foi o segundo melhor AFC a frente de San Diego, baseado em melhor retrospecto dentro da conferência (10–2 contra 9–3 Dolphins, contra 9–5 do Chargers).
- Miami terminou a frente de Buffalo na AFC East baseado em melhor retrospecto dentro da conferência (9–3 contra 7–5 do Bills).
- Houston foi segundo na AFC Wild Card baseado no confronto direto contra o Kansas City (1–0).
- Washington foi terceiro na NFC Wild Card baseado em melhor retrospecto dentro da conferência do que Green Bay (7–5 contra 6–6 do Packers).
- Tampa Bay terminou a frente de Chicago e de Detroit na NFC Central baseado em melhor retrospecto dentro da conferência (5–9 contra 4–8 do Bears e 3–9 do Lions).
- Atlanta terminou a frente do L.A. Rams na NFC West baseado em um melhor retrospecto contra adversários em comum (5–7 contra 4–8 do Rams).

## Playoffs
|  | Wild Card Playoffs | Wild Card Playoffs | Wild Card Playoffs |               |              | Playoffs de Divisão | Playoffs de Divisão | Playoffs de Divisão |    |  | Final de Conferência | Final de Conferência | Final de Conferência |    |  | Super Bowl XXVII | Super Bowl XXVII | Super Bowl XXVII |
|  |                    |                    |                    |               |              |                     |                     |                     |    |  |                      |                      |                      |    |  |                  |                  |                  |
|  | 5                  | Houston            | 38                 |               |              |                     |                     |                     |    |  |                      |                      |                      |    |  |                  |                  |                  |
|  | 4                  | Buffalo            | 41                 |               |              |                     |                     |                     |    |  |                      |                      |                      |    |  |                  |                  |                  |
|  | 4                  | Buffalo            | 41                 |               | 4            | Buffalo             | 24                  |                     |    |  |                      |                      |                      |    |  |                  |                  |                  |
|  |                    |                    |                    |               | 4            | Buffalo             | 24                  |                     |    |  |                      |                      |                      |    |  |                  |                  |                  |
|  |                    |                    | 1                  | Pittsburgh    | 3            |                     |                     |                     |    |  |                      |                      |                      |    |  |                  |                  |                  |
|  |                    |                    | 1                  | Pittsburgh    | 3            |                     |                     |                     |    |  |                      |                      |                      |    |  |                  |                  |                  |
|  |                    |                    |                    |               |              |                     |                     |                     |    |  |                      |                      |                      |    |  |                  |                  |                  |
|  |                    |                    |                    |               |              |                     |                     |                     |    |  |                      |                      |                      |    |  |                  |                  |                  |
|  |                    |                    |                    |               |              |                     | 4                   | Buffalo             | 29 |  |                      |                      |                      |    |  |                  |                  |                  |
|  | AFC                |                    |                    |               |              |                     | 4                   | Buffalo             | 29 |  |                      |                      |                      |    |  |                  |                  |                  |
|  |                    | 2                  | Miami              | 10            |              |                     |                     |                     |    |  |                      |                      |                      |    |  |                  |                  |                  |
|  | 6                  | 2                  | Miami              | 10            | Kansas City  | 0                   |                     |                     |    |  |                      |                      |                      |    |  |                  |                  |                  |
|  | 6                  |                    |                    |               | Kansas City  | 0                   |                     |                     |    |  |                      |                      |                      |    |  |                  |                  |                  |
|  | 3                  | San Diego          | 17                 |               |              |                     |                     |                     |    |  |                      |                      |                      |    |  |                  |                  |                  |
|  | 3                  | San Diego          | 17                 |               | 3            | San Diego           | 0                   |                     |    |  |                      |                      |                      |    |  |                  |                  |                  |
|  |                    |                    |                    |               | 3            | San Diego           | 0                   |                     |    |  |                      |                      |                      |    |  |                  |                  |                  |
|  |                    |                    | 2                  | Miami         | 31           |                     |                     |                     |    |  |                      |                      |                      |    |  |                  |                  |                  |
|  |                    |                    | 2                  | Miami         | 31           |                     |                     |                     |    |  |                      |                      |                      |    |  |                  |                  |                  |
|  |                    |                    |                    |               |              |                     |                     |                     |    |  |                      |                      |                      |    |  |                  |                  |                  |
|  |                    |                    |                    |               |              |                     |                     |                     |    |  |                      |                      |                      |    |  |                  |                  |                  |
|  |                    |                    |                    |               |              |                     |                     |                     |    |  |                      | A4                   | Buffalo              | 17 |  |                  |                  |                  |
|  |                    |                    |                    |               |              |                     |                     |                     |    |  |                      |                      |                      |    |  |                  |                  |                  |
|  |                    | N2                 | Dallas             | 52            |              |                     |                     |                     |    |  |                      |                      |                      |    |  |                  |                  |                  |
|  | 5                  | N2                 | Dallas             | 52            | Philadelphia | 36                  |                     |                     |    |  |                      |                      |                      |    |  |                  |                  |                  |
|  | 5                  |                    |                    |               | Philadelphia | 36                  |                     |                     |    |  |                      |                      |                      |    |  |                  |                  |                  |
|  | 4                  | New Orleans        | 20                 |               |              |                     |                     |                     |    |  |                      |                      |                      |    |  |                  |                  |                  |
|  | 4                  | New Orleans        | 20                 |               | 5            | Philadelphia        | 10                  |                     |    |  |                      |                      |                      |    |  |                  |                  |                  |
|  |                    |                    |                    |               | 5            | Philadelphia        | 10                  |                     |    |  |                      |                      |                      |    |  |                  |                  |                  |
|  |                    |                    | 2                  | Dallas        | 34           |                     |                     |                     |    |  |                      |                      |                      |    |  |                  |                  |                  |
|  |                    |                    | 2                  | Dallas        | 34           |                     |                     |                     |    |  |                      |                      |                      |    |  |                  |                  |                  |
|  |                    |                    |                    |               |              |                     |                     |                     |    |  |                      |                      |                      |    |  |                  |                  |                  |
|  |                    |                    |                    |               |              |                     |                     |                     |    |  |                      |                      |                      |    |  |                  |                  |                  |
|  |                    |                    |                    |               |              |                     | 2                   | Dallas              | 30 |  |                      |                      |                      |    |  |                  |                  |                  |
|  | NFC                |                    |                    |               |              |                     | 2                   | Dallas              | 30 |  |                      |                      |                      |    |  |                  |                  |                  |
|  |                    | 1                  | San Francisco      | 20            |              |                     |                     |                     |    |  |                      |                      |                      |    |  |                  |                  |                  |
|  | 6                  | 1                  | San Francisco      | 20            | Washington   | 24                  |                     |                     |    |  |                      |                      |                      |    |  |                  |                  |                  |
|  | 6                  |                    |                    |               | Washington   | 24                  |                     |                     |    |  |                      |                      |                      |    |  |                  |                  |                  |
|  | 3                  | Minnesota          | 7                  |               |              |                     |                     |                     |    |  |                      |                      |                      |    |  |                  |                  |                  |
|  | 3                  | Minnesota          | 7                  |               | 6            | Washington          | 13                  |                     |    |  |                      |                      |                      |    |  |                  |                  |                  |
|  |                    |                    |                    |               | 6            | Washington          | 13                  |                     |    |  |                      |                      |                      |    |  |                  |                  |                  |
|  |                    |                    | 1                  | San Francisco | 20           |                     |                     |                     |    |  |                      |                      |                      |    |  |                  |                  |                  |
|  |                    |                    | 1                  | San Francisco | 20           |                     |                     |                     |    |  |                      |                      |                      |    |  |                  |                  |                  |
|  |                    |                    |                    |               |              |                     |                     |                     |    |  |                      |                      |                      |    |  |                  |                  |                  |

### AFC
- Wild-Card playoffs: SAN DIEGO 17, Kansas City 0; BUFFALO 41, Houston 38 (OT)
- Divisional playoffs: Buffalo 24, PITTSBURGH 3; MIAMI 31, San Diego 0
- AFC Championship: Buffalo 29, MIAMI 10 no Joe Robbie Stadium, Miami, Flórida, 17 de janeiro de 1993

### NFC
- Wild-Card playoffs: Washington 24, MINNESOTA 7; Philadelphia 36, NEW ORLEANS 20
- Divisional playoffs: SAN FRANCISCO 20, Washington 13; DALLAS 34, Philadelphia 10
- NFC Championship: Dallas 30, SAN FRANCISCO 20 no Candlestick Park, San Francisco, Califórnia, 17 de janeiro de 1993

### Super Bowl
- Super Bowl XXVII: Dallas (NFC) 52, Buffalo (AFC) 17, no Rose Bowl, Pasadena, Califórnia, 31 de janeiro de 1993